# Береговий протей
Береговий протей (Necturus beyeri) — вид хвостатих земноводних родини протеєвих (Proteidae).

## Опис
Загальна довжина становить 16—22 см. Спостерігається статевий диморфізм: самиця більша за самця. Голова широка, сплощена. Морда закруглена. Має легені, зовнішні зябра. Тулуб стрункий, кремезний. Кінцівки короткі з 4 пальцями. Хвіст веслоподібний. Забарвлення спини, боків та черева коричневе зі світло-коричневими або чорними крапочками.

## Спосіб життя
Полюбляє скелясті, піщані, кам'янисті, різні нешвидкі водойми. Трапляється, як правило уздовж берегів річок або озер, де риє свої нори. Веде водний спосіб життя. Живиться водними безхребетними. Впадає у сплячку у своїх норах в час коли не вистачає їжі.
Період розмноження триває з кінця осені до початку зими. Відкладання яєць відбувається в квітні-травні. У кладці від 4 до 40 яєць. Личинки з'являються через 2 місяці.

## Розповсюдження
Ареал складається з двох частин: перша простягається від східного Техасу до центральної Луїзіани, друга — від південно-східної Луїзіани до центральної частини штату Міссісіпі (США).